# خارج القانون

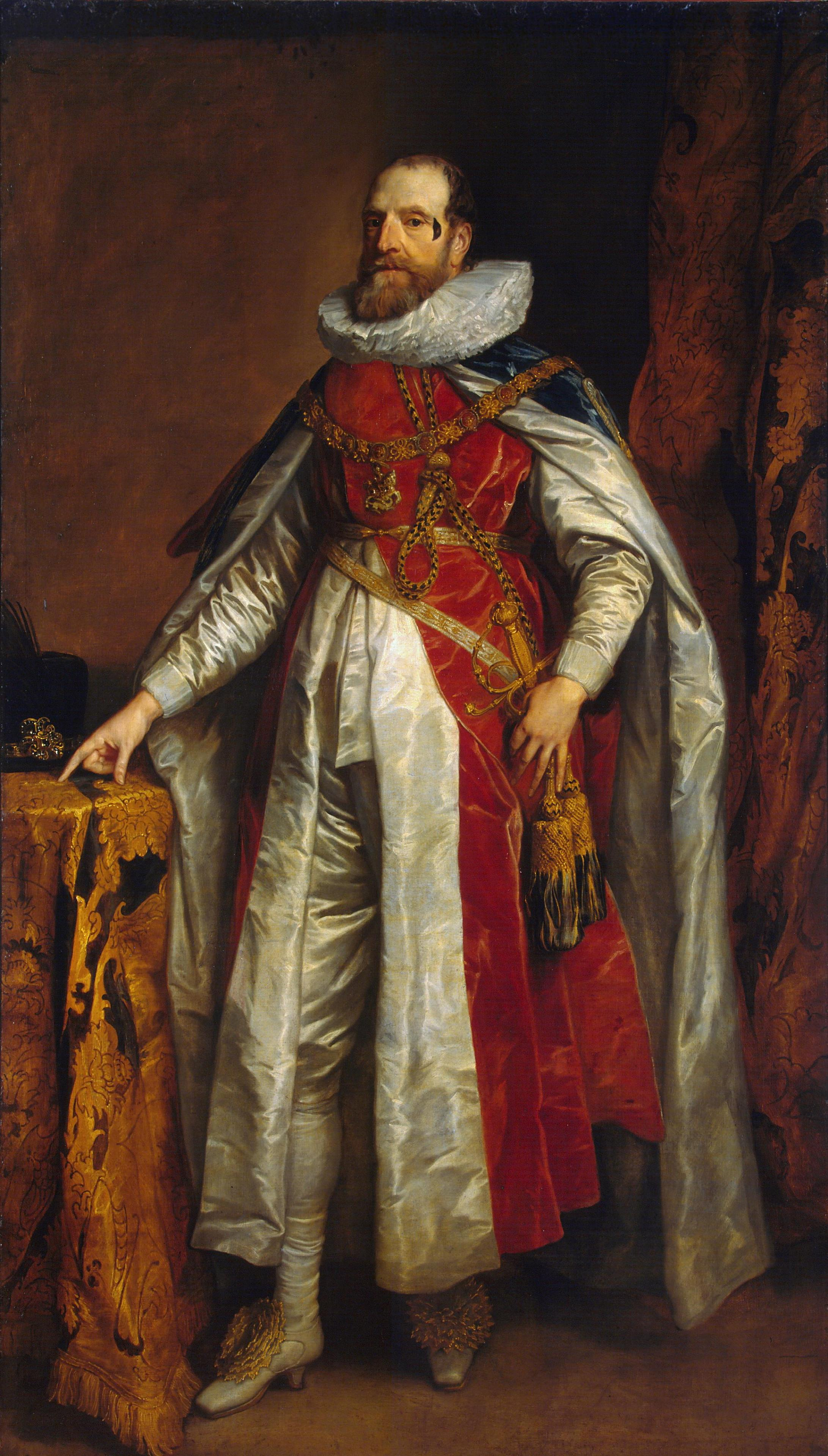

خارج القانون. (بالإنجليزية: Outlaw)‏، في تاريخ النظم القانونية ، خارج القانون، مصرح مثل خارج حماية القانون. ، في مجتمعات ما قبل العصر الحديث، المجرم تسحب منه الحماية القانونية، ذلك أن أي شخص يحق قانونا متابعته أو قتله. كانت الحماية واحدة من أقسى العقوبات في النظام القانوني. في بداية القانون الجرماني، عقوبة الإعدام غير غائبة بشكل واضح، و الحرمان هي العقوبة القصوى، ربما تصل إلى عقوبة الإعدام في الممارسة العملية. ومن المعروف أن المفهوم من القانون الروماني، بأنّ وضع (l'homo sacer) ، استمر طوال العصور الوسطى.